# Piracicaba Airport
Piracicaba Airport är en flygplats i Brasilien.   Den ligger i kommunen Piracicaba och delstaten São Paulo, i den sydöstra delen av landet, 800 km söder om huvudstaden Brasília. Piracicaba Airport ligger 584 meter över havet.
Terrängen runt Piracicaba Airport är platt. Runt Piracicaba Airport är det ganska tätbefolkat, med 230 invånare per kvadratkilometer.. Närmaste större samhälle är Piracicaba, 3,5 km väster om Piracicaba Airport.
Omgivningarna runt Piracicaba Airport är en mosaik av jordbruksmark och naturlig växtlighet.